# TV3 (Malasia)
TV3 es una cadena de televisión malasia propiedad y operada por Media Prima Berhad. Iniciar sus transmisiones el 1 de junio de 1984 desde Kuala Lumpur. Transmite las programación de las noticias y series extranjeras.